# Alma Pöysti
Alma Pöysti (Helsinki, 16 marzo 1981) è un'attrice finlandese.

## Biografia
Figlia del regista Erik Pöysti e nipote degli attori Lasse Pöysti e Birgitta Ulfsson, nel corso della sua carriera ha vissuto e lavorato tra la natìa Finlandia e la Svezia. Ha studiato recitazione all'Università delle Arti di Helsinki dal 2003 al 2007, per poi calcare il palco con lo Svenska Teatern e il Teatro Nazionale Finlandese per anni. Al cinema si è fatta notare la prima volta nel 2020 interpretando Tove Jansson, la creatrice dei Mumin, nel film biografico Tove, per il quale ha ricevuto il Jussi, il maggiore premio cinematografico finlandese, quale migliore attrice.
Nel 2023 è stata protagonista del film di Aki Kaurismäki Foglie al vento: la sua interpretazione di Ansa, una donna sola in cerca dell'amore mentre lavora a chiamata in un supermercato, le è valsa il plauso della critica internazionale e diversi riconoscimenti in tutto il mondo, tra cui una candidatura al Golden Globe per la migliore attrice in un film commedia o musicale giudicata "inaspettata" da riviste di settore come The Hollywood Reporter.

## Filmografia parziale
- Tove, regia di Zaida Bergroth (2020)
- Foglie al vento (Kuolleet lehdet), regia di Aki Kaurismäki (2023)
- Un giorno e mezzo (En dag och en halv), regia di Fares Fares (2023)

## Premi e riconoscimenti
- Golden Globe
  - 2024 – Candidatura alla miglior attrice in un film commedia o musicale per Foglie al vento
- European Film Awards
  - 2023 – Candidatura alla miglior attrice per Foglie al vento
- Premio Jussi
  - 2021 – Miglior attrice per Tove
- Satellite Award
  - 2024 - Candidatura alla miglior attrice in un film commedia o musicale per Foglie al vento

## Doppiatrici italiane
Nelle versioni in italiano dei suoi film, Alma Pöysti è stata doppiata da:
- Paola Majano in Un giorno e mezzo
- Valentina Mari in Foglie al vento